# Broussey-en-Blois
Broussey-en-Blois é uma comuna francesa na região administrativa de Grande Leste, no departamento de Meuse. Estende-se por uma área de 11,04 km². Em 2010 a comuna tinha 60 habitantes (densidade: 5,4 hab./km²).